# Heptacosansäure
Heptacosansäure ist eine gesättigte, langkettige Fettsäure mit ungeradzahliger Kohlenstoffzahl und gehört zur Stoffgruppe der Alkansäuren.
Die Monocarbonsäure wird den Wachssäuren zugeordnet und ist als Carbonsäureester Bestandteil des Montanwachses, Torfwachses, sowie des Chinawachses. Sie kommt in wenigen Pflanzenarten in geringen Mengen vor z. B. in Salvia- und Rhododendron-Arten.